# Fiat 850
Fiat 850 je malý osobní dvoudveřový automobil značky Fiat s motorem umístěným za zadní nápravou.

## Historie
Výroba probíhala v letech 1964–1971. Model vycházel z Fiatu 600, na jehož základě byl postaven. Na rozdíl od Fiatu 600/600 D, který byl určen převážně pro přepravu dvou osob, měl Fiat 850 zaujmout roli levného rodinného vozu, čemuž odpovídal i požadavek na výrazné zvětšení zadního prostoru karoserie. Rovněž otázce bezpečnosti byla věnována mnohem větší pozornost, takže jednotlivé prvky karoserie byly zpevněny a nádrž se přestěhovala z přední části za opěradlo zadního sedadla, čímž došlo i k podstatnému zvětšení zavazadlového prostoru. Nosnost Fiata 850 činila plných 400 kg. Motor, řadový kapalinou chlazený litinový čtyřválec OHV s hlavou válců z lehkých slitin a třikrát uloženým klikovým hřídelem, byl přepracován a převrtán na 843 cm³ (vrtání 65, zdvih 63,5 mm). První verze měly na boku motoru přídavný olejový filtr s papírovou vložkou, který později zmizel. Zajímavostí vozu je levotočivý chod motoru, který má příčinu v historii stavby převodovky. Ta byla původně určena pro automobilku Simca pro její nový model 1100 s motorem vpředu a pohonem předních kol, avšak ze záměru sešlo, a tak italští konstruktéři použili převodovku v modelu 850, pouze byli nuceni obrátit otáčení klikového hřídele motoru F 850 (aby vůz neměl jednu rychlost vpřed a čtyři vzad). Převodovka byla robustní konstrukce a měla všechny čtyři rychlostní stupně plně synchronizovány. Zavěšení předních kol bylo obdobné jako u typu F 600, tedy rovnoběžníkové, nahoře v příčných ramenech a dole na příčném listovém peru, zajišťujícím zároveň odpružení. Zadní úhlová náprava byla odpružena vinutými pružinami s teleskopickými tlumiči kmitů a byla doplněna příčným zkrutným stabilizátorem. Řízení bylo šnekové se symetrickým uspořádáním pák. Všechny brzdy byly bubnové, kapalinové, ruční brzda mechanická, působící na kola zadní nápravy.
Verze Fiat 850 Super měla zvýšený výkon motoru z 25 kW na 27 kW díky vyššímu kompresnímu poměru (8,8 : 1 místo 8,0 : 1), což přineslo zvýšení maximální rychlosti vozu z dosavadních 125 km/h na 128 km/h. Ještě silnější verze Fiat 850 Special měla výkon 35 kW (kompresní poměr 9,3:1) a nejvyšší rychlost 135 km/h.
V roce 1965 se na autosalonu v Ženevě představily verze Fiat 850 Coupé a Fiat 850 Spider. Fiat 850 Spider byl navržen designerskou firmou Bertone a byl zde i vyráběn. Vážil pouhých 715 kg a díky motoru 903 cm³ dosahoval maximální rychlosti 150 km/h. Spider slavil největší úspěchy v USA, kde se stal vyhledávaným artiklem (jímž je dodnes).
Od roku 1966 byla u modelu 850 k dispozici i automatická spojka Idroconvert. Fiat 850 se záhy po svém uvedení stal vyhledávaným vozidlem díky své nízké ceně, nenáročnosti a relativně solidní užitné hodnotě v porovnání s náklady. V roce 1968 pronikly kotoučové brzdy i do modelu 850 Berlina, a to v provedení Special, který měl odlišnou převodovku, zajišťující vynikající zrychlení 47 k motoru, ale vlivem krátkých převodů výrazně vzrostla spotřeba paliva. V témže roce byl nahrazen typ Coupé novějším Sport Coupé se čtveřicí kruhových světlometů na přídi. Hlavní změnou byl ale motor 903 cm³, který později používaly modely 127 a Panda až do začátku 90. let 20. století.
Za zmínku stojí i „velkoprostorový“ Fiat 850 transporter a kombi Familiare se třemi řadami sedadel, který byl v polovině 70. let nahrazen modelem Fiat 900 E s karosářskými prvky Fiatu 127. Souběžně s domácí výrobou probíhala i výroba ve Španělsku pod názvem Seat. Španělské modely měly několik drobných odlišností, vznikla zde i trambusová nástavba Ebro Siata (obdobná modelu Multipla odvozenému od F 600). Právě ve Španělsku spatřil roku 1974 světlo světa i nástupce Fiatu 850 pod označením Seat 133 (Fiat 133) s diagonální dvouokruhovou brzdovou soustavou. Výroba modelu Seat 133 probíhala až do roku 1981. Zřejmě poslední variantou odvozenou od Fiatu 850 byl dodávkový typ 900 E, který montovala jugoslávská firma Zastava až do roku 1989.

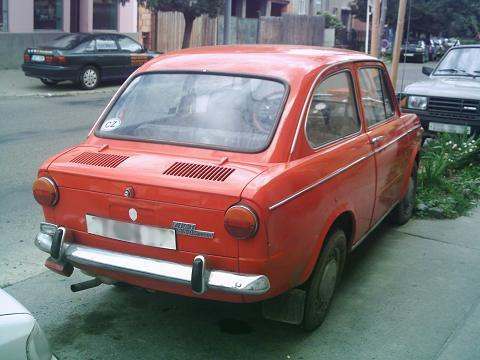
Fiat 850
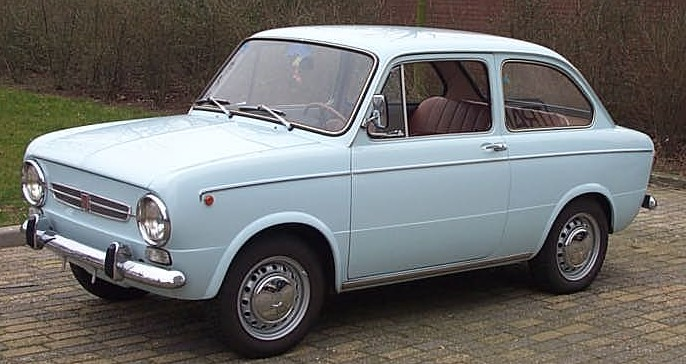
Fiat 850 Special (1968–1972)
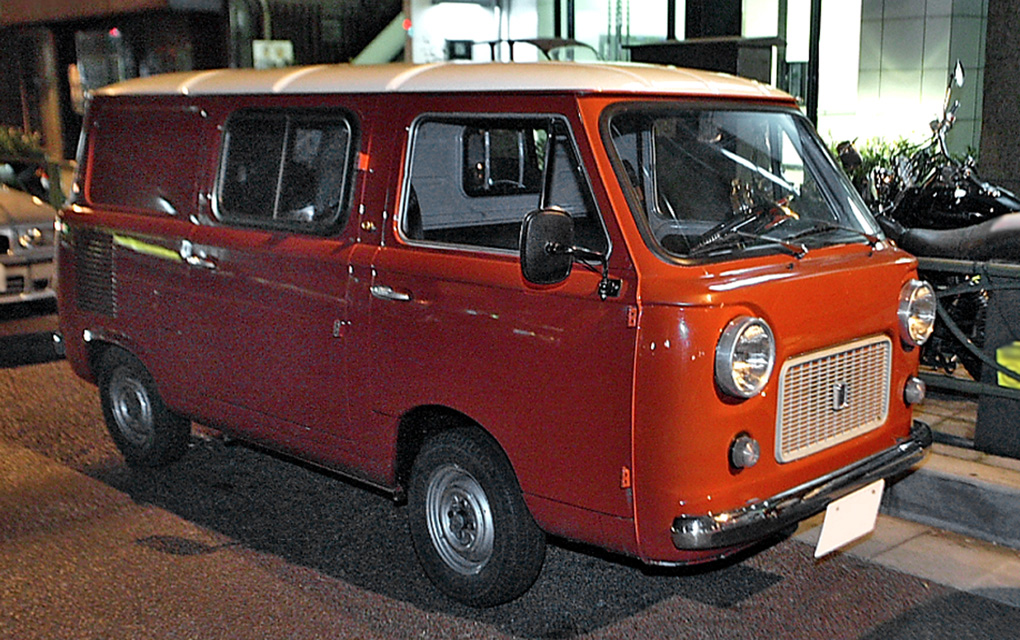
Fiat 850 T
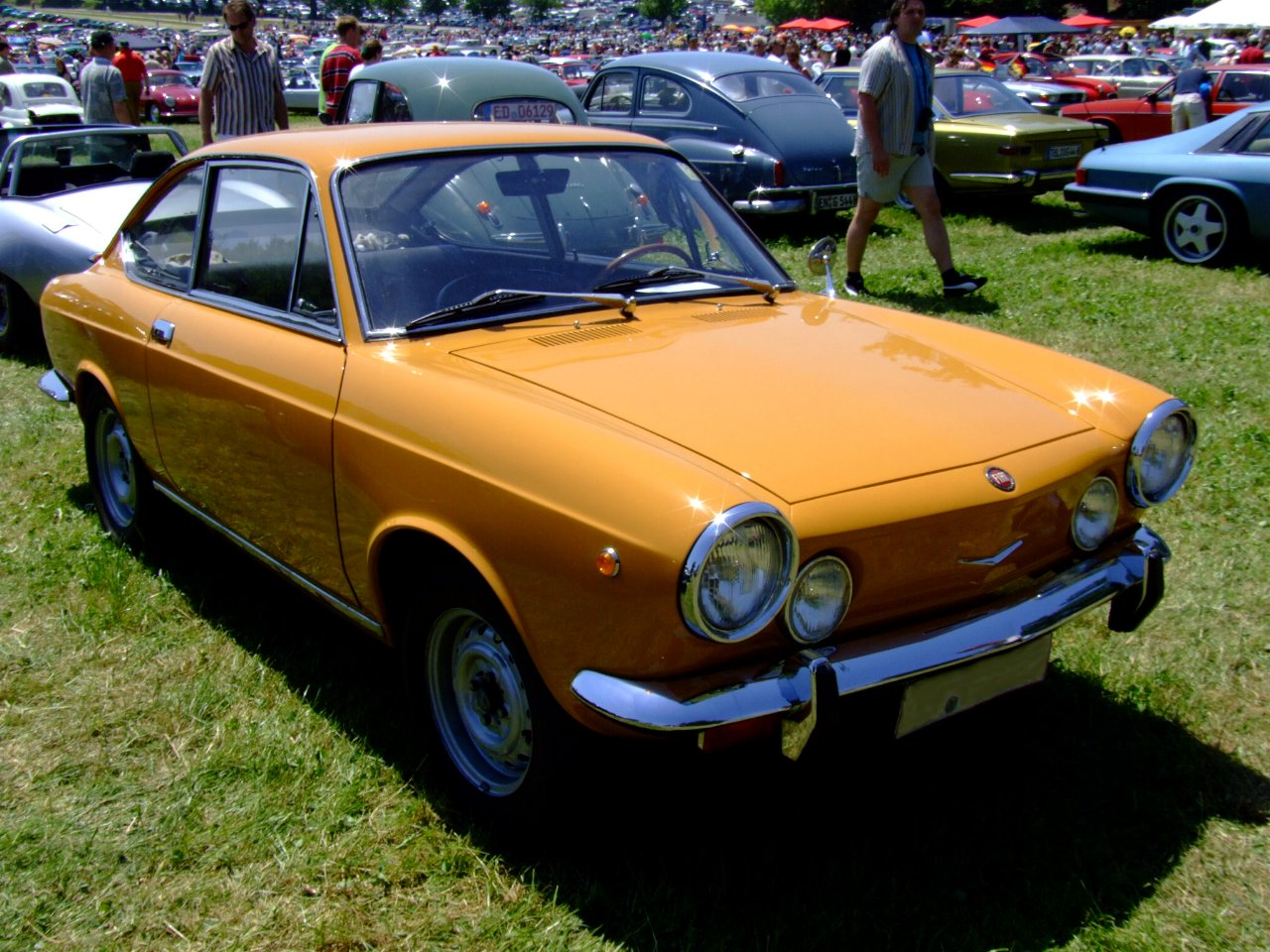
Fiat 850 Sport Coupé (1968–1971)
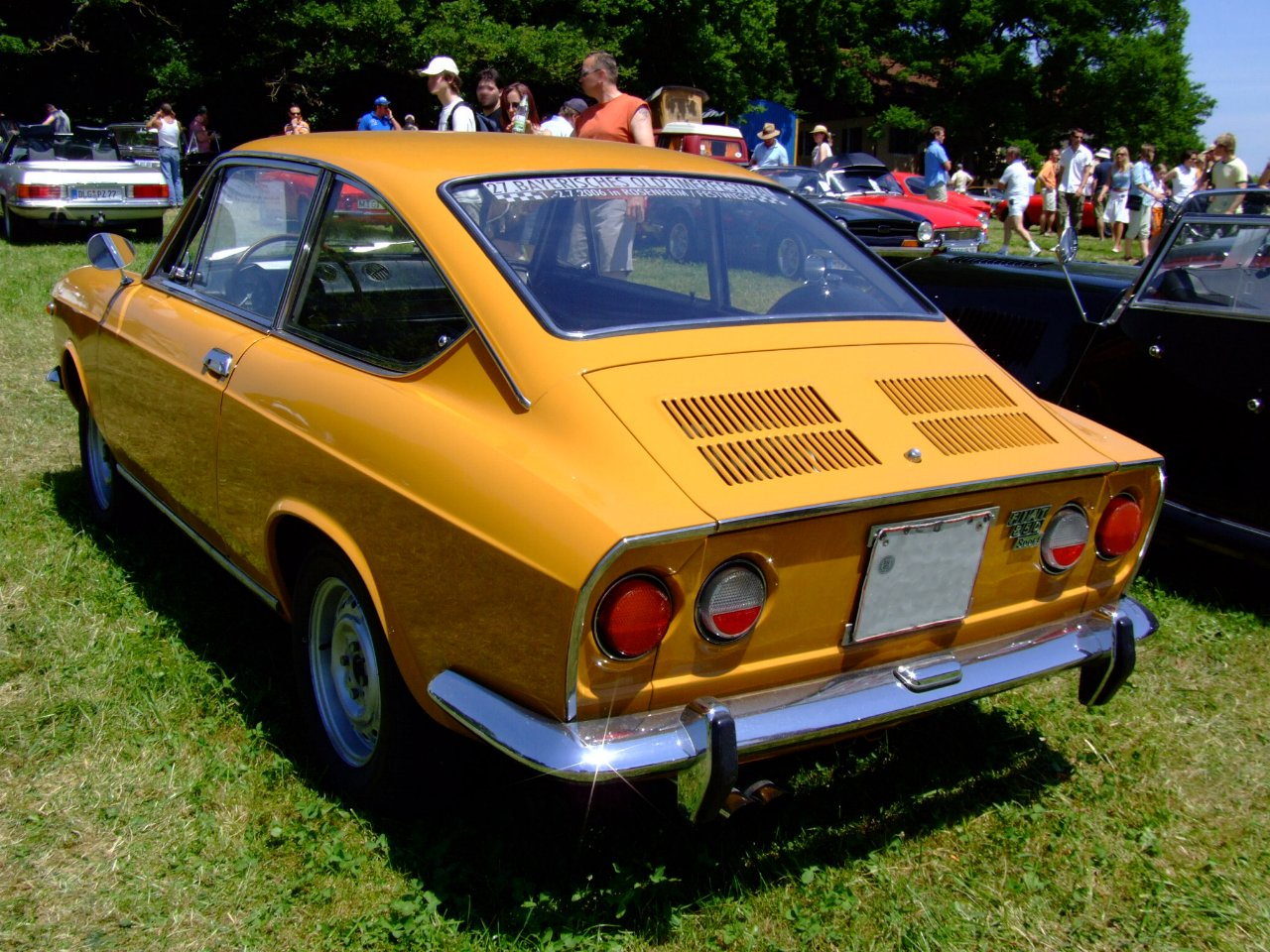
Zadek vozu
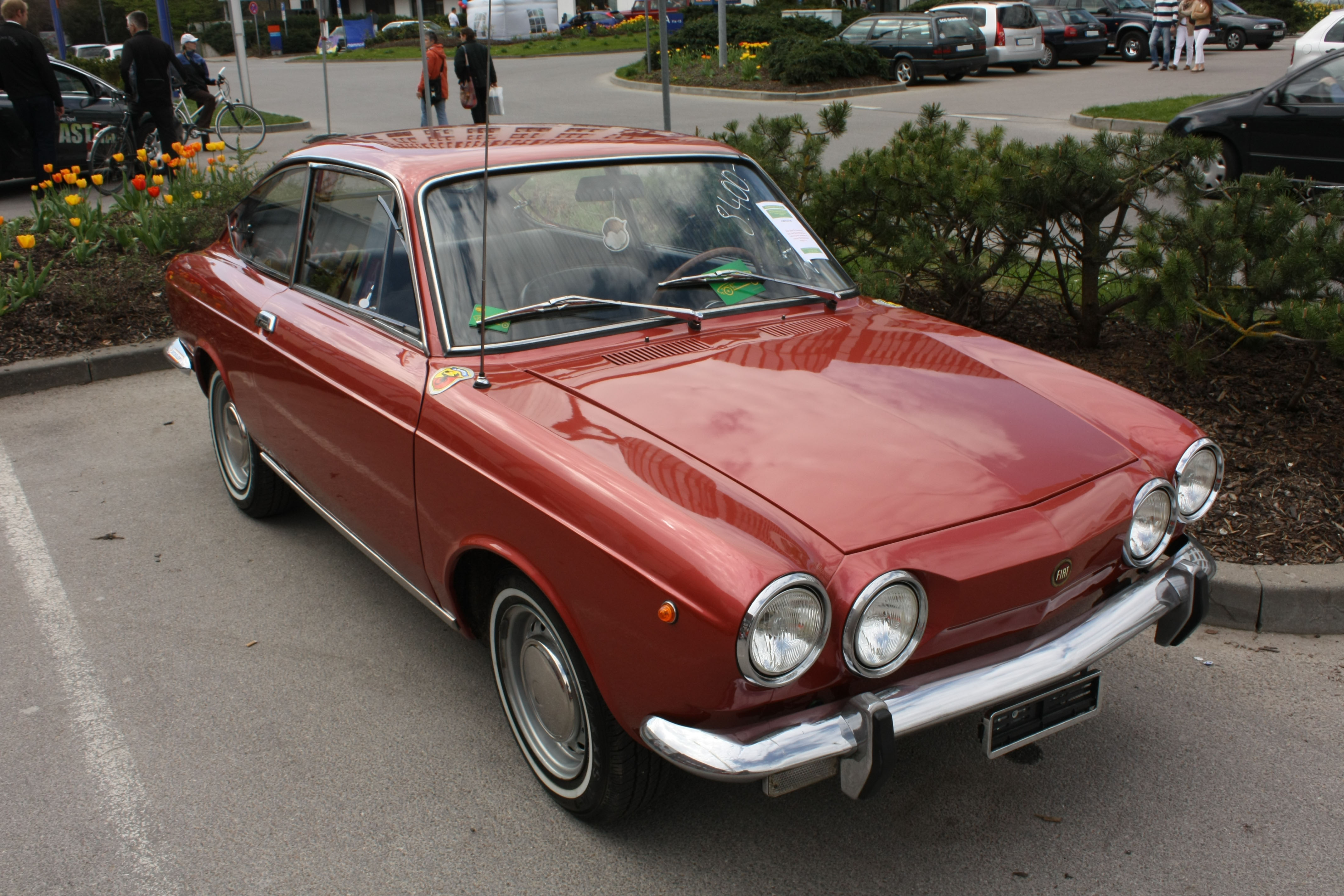
Fiat 850 Sport Coupé (1971–1972)
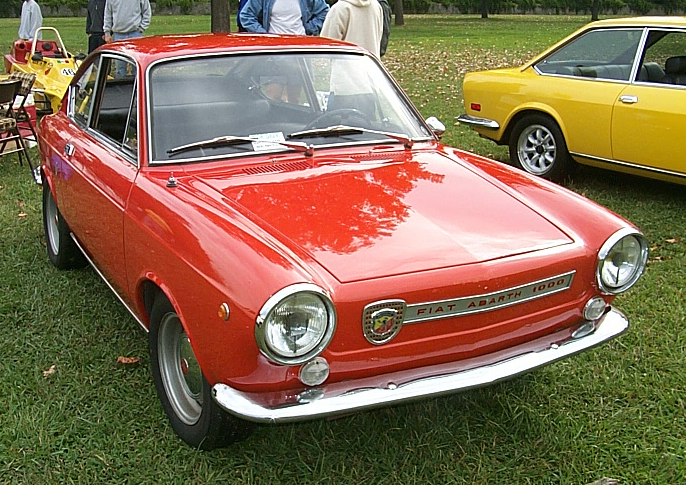
Fiat-Abarth OT 1000 Coupé

## Technická data
- Motor: vodou chlazený řadový benzinový čtyřválec OHV, 843cm3 34 k při 5000 ot./min.
- Rozměry: 3575 × 1425 × 1385 mm
- Rozvor: 2027 mm
- Rozchod: 1146/1211 mm
- Hmotnost: 670/1070 kg
- Nejvyšší rychlost: 125 km/h
- Zrychlení: 0–100 km/h za 35 s
- Pneumatiky: 5,50-12
- Objem palivové nádrže: 30 l

Motor modelu Special měl ostřejší vačkovou hřídel, dvojitý karburátor Weber a sportovní výfuk. Radiální pneu 155/13.

## Verze Abarth
Abarth Fiat 850 se vyráběl v letech 1964 až 1970. Carlo Abarth do karoserie 850 vložil motor 1600 cm3 a dosáhl rychlosti 220 km/h, do karoserie 850 Coupé Abarth vložil dokonce dvoulitrový motor s kterým vůz dosahuje rychlosti 250 km/h.